# Schernberg
Schernberg a fost o comună din landul Turingia, Germania. Din 2007 face parte din Sondershausen.